# Бабіков Антон Ігорович
Антон Ігорович Бабіков (рос. Антон Игоревич Бабиков; нар. 2 серпня 1991, Уфа, Башкирська АРСР, СРСР) — російський біатлоніст. Член збірної Росії з біатлону. Триразовий чемпіон та триразовий бронзовий призер чемпіонатів Європи з біатлону. Учасник етапів кубку світу з біатлону. Майстер спорту Росії міжнародного класу.